# Valentin Petculescu
Valentin Petculescu (n. 16 martie 1947, București) este un compozitor român contemporan, muzicolog, scriitor și profesor de armonie.

## Biografie
A studiat la Universitatea Națională de Muzică București (secția pedagogică – 1966-1970, secția compoziție – 1968-1971) cu Anatol Vieru (compoziție), Florian Eftimescu (armonie), Zeno Vancea (contrapunct), Aurel Stroe (orchestrație), Tudor Ciortea (forme muzicale), Viorel Cosma (istoria muzicii), Emilia Comișel (folclor).

A fost profesor la Liceul de Artă George Enescu din București (1971-1992) lector la catedra de armonie la Conservatorul din București (1992-1995), în prezent este profesor de armonie la Facultatea de Muzică a Universității Spiru Haret.

A publicat eseuri, cronici muzicale în Muzica, Actualitatea muzicală, poezii, proză și teatru în România literară, Contrapunct, Luceafărul, ASTRA (Brașov), Steaua (Cluj), Teatrul azi, Scânteia tineretului (Suplimentul literar)
A făcut parte din cenaclul literar Junimea din București (1980) debutând cu proză în volumul colectiv Desant 83(Editura Cartea Românească, 1983).

A realizat emisiuni de Radio (Radio Europa Liberă), a susținut conferințe, prelegeri, comunicări științifice. A fost membru a numeroase jurii a concursurile instrumentale sau corale ale școlilor și liceelor de muzică din București și din țară, invitat la Concursul de muzică slovacă din Bratislava (iunie 1995) și la simpozionul pe tema drepturilor de autor de la Tirana (septembrie 2007). În 1997 este director artistic la SIMC (Săptămâna Internațională a Muzicii Noi). Face parte din Biroul Secției Simfonice a UCMR (1991-1997), apoi din Biroul Secției de Creație Didactică și pentru copii.

În 2006 este membru în juriul concursului de lied „Ion Perlea” din Slobozia,unde are incluse trei lieduri în repertoriul impus.
Este membru al Uniunii Scriitorilor din România. A fost distins cu premiul Uniunii Compozitorilor (1985, 1988, 1990, 2003), cu Premiul Academiei Române (1997), și cu Premiul pentru Excelență al Ansamblului ARCHAEUS (2003).

## Cărți publicate
- Orașul fără ieșire la mare, Editura Litera, 1989
- Ragtime, Editura Almarom, 2004
- Clepsidra spartă - Conexiuni, Editura Muzicală, 2003
- Când vor înflori magnoliile - Teatru, Editura Sieben Publishing, 2008
- Mic ficționar poetico-muzical, Râmnicu Vâlcea, Editura Almarom, 2003
- Anatol Vieru – creația concertantă, Editura Libertas, Ploiești, 2006
- Armonie I. Tratat de armonie. București, Editura Fundației „România de Mâine” 2003;
- Sinteze I - Editura Fundației „România de Mâine” 2003
- Sinteze II - Editura Fundației „România de Mâine” 2003
- Sinteze III - Editura Fundației „România de Mâine” 2005, București
- Sinteze IV - Editura Fundației „România de Mâine” 2005
- Armonia tonală (stilul vocal) și 201 teme de armonie - Editura Fundației „România de Mâine” 2007

## Publicistică
- Dimensiuni armonice în Concertul pentru violoncel și orchestră nr. 1 de Anatol Vieru, în Revista „Muzica”;
- Dimensiuni modale în Concertul pentru flaut și orchestră nr. 1 de Anatol Vieru, în Revista „Muzica”;
- Aspecte ale formei muzicale în creația contemporană în Revista „Muzica”;
- Hora anotimpurilor, Editura Muzicală, București 1986;
- Trei cântece pentru Ion, Editura Muzicală, București, 1991;
- Sonatina I pentru pian, Editura Fundației „România de Mâine”, București, 2001;
- Trei cântece pentru iarnă, Editura Fundației „România de Mâine”, 2002;
- Cinci piese pentru vioară și pian, Editura Muzicală, 1986, București;
- Între așteptarea lui Godot și cea a lui Tov. Godeanu, în Contrapunct, București, nr. 3, nr. 5, nr. 6, 1996;
- Unde ne sunt compozitorii în Contrapunct, București nr. 2,, nr. 3, 1990;
- Oradea muzicală în Actualitatea muzicală nr. 3, 1994;
- Climate în Luceafărul nr. 3, 1992;
- Apolinice și apolitice, în Luceafărul nr. 5, 1995;
- Pentru balene, delfini și Greenpeace în Actualitatea muzicală nr. 5, 1996;
- Hamlet de Pascal Bentoiu, în Luceafărul nr. 2, 1996; * Interferența artelor și interferența stilurilor, în Luceafărul, nr. 10, 1995;
- Eu, tu, mafioții...în Luceafărul, nr. 10, 1995;
- Singur printre regizori în Contrapunct, martie 1992;
- Săptămâna clasicilor, în Luceafărul nr. 5, 1994;
- Concert de muzică olandeză contemporană, în Luceafărul nr. 3, 1994;
- Festivalul muzicii contemporane franceze în Luceafărul nr. 5 1995; * Archaeus 91 în Actualitatea muzicală, mai 1991;
- Săptămâna internațională a muzicii noi IV în Luceafărul nr. 4, 1992; * Săptămâna internațională a muzici noi gong final, în Luceafărul nr. 7, 1992;
- Amănuntele (Săptămâna internațională a muzicii noi) în Luceafărul nr. 8, 1992;
- Dia-logos III în Luceafărul 19 decembrie 1990;
- Dia-logos I, în Luceafărul septembrie 1990;
- În așteptarea lui Enescu, în Luceafărul 31 octombrie 1990;
- Creație și artizanat, în Luceafărul 30 mai 1990;
- De la Marcia funebre la alegro barbaro, în Luceafărul 11 iunie 1990; * Zece compozitori în căutarea unui public, în Luceafărul 1 august 1990;
- Tăcere și sunet, în Luceafărul 29 august 1990;
- Întrebări, în Luceafărul 12 septembrie 1990;
- Sing și play în Luceafărul 19 septembrie 1990; Amadeus contra Amadeus, în Luceafărul 21 octombrie 1991;
- Poemul electronic în Luceafărul, noiembrie 1990;
- (Diz)armonii de toamnă, în Luceafărul 26 septembrie 1990;
- Final de poveste din Crăciunul de Vest în Luceafărul 11 noiembrie 1990;
- Straturi ale realului în Luceafărul 1990;
- Elixirul muzicii în Luceafărul 18 decembrie 1991;
- Apropiere și distanță analitică în Luceafărul, martie 1991;
- Pianul, tânăra fată, salonul, nocturnă, în Luceafărul, 3 august 1991;
- Muzică și dactilo, 28 noiembrie 1990;
- Note (false) de vacanță în Luceafărul 11 septembrie 1991;
- Quo Vadis, Opera? În Luceafărul, 27 februarie 1991,
- Chaos, în Luceafărul, 11 martie 1992;
- Icoană și dodecafonism în Luceafărul 15 aprilie 1992,
- Dragi români, fiți (și) nemți! în Luceafărul 5 februarie 1992.

## Lucrări muzicale

### Muzică vocal-simfonică
- Cantilenă (1970), cantată pentru cor mixt și orchestră, versuri de Dan Botta

### Muzică simfonică
- Sufletul păsărilor (1970), poem simfonic
- Muzică pentru orchestră de coarde (1970)
- Trei schițe simfonice (1974)

### Muzică de cameră
- Cvartetul de coarde nr. 1 (1968)
- Cvartetul de coarde nr. 2 (1971
- Ostinato (1974) vioară, violoncel, pian și bandă magnetică
- Două mișcări pentru cvartet de coarde (1976)
- Sonatina nr. 1 pentru pian (1980)
- Sonatina nr. 2 pentru pian (1980)
- Suita pentru chitară solo (1980)
- Trei ipostaze ale mării (1980) suită pentru pian
- Peisaje (1980), flaut, violoncel și pian
- 2 piese pentru corn și pian (1982)
- Muzică pentru 3+ (1983)
- 4 piese pentru pian la patru mâini (1983)
- 5 piese pentru vioară și pian (1983)
- Cinci cântece de iarnă (1985), pian solo
- Reverberații III (1996), trio pentru fagot, oboi și percuție.

### Muzică corală
- Două cântece naive (1983), cor mixt, versuri de Emil Brumaru (cuprinde: Floare limpede și grea; Cântec naiv)
- Hora anotimpurilor (1984), cor de copii și percuție, versuri de Radu Cârneci
- Poem de speranță (1985), cor de femei, versuri de Valentin Petculescu
- Imnele Moldovei (1986), cor mixt, versuri de Ioan Alexandru.

### Muzică vocală
- Muzică pentru “Grup 3+” (1975), versuri de Ion Sofia Manolescu
- Reverberații I (1984), cinci secvențe pentru mezzosoprană și pian / formație camerală;
- 3 cântece pentru Ion (1989), mezzosoprană, recitator, flaut, 2 tromboni, versuri de Valentin Petculescu
- Portret în trei dimensiuni (1992);
- Trei lieduri pentru soprană și pian, versuri de Daniel Turcea, * Liedul pentru bariton și pian Pruna arsă vai și-amar (2006) pe versuri de Mircea Dinescu
- 17 studii pentru soprană și pian (2006)